# Ralph Gunesch
Ralph Gunesch (ur. 2 września 1983 w Sighișoarze) – niemiecki piłkarz pochodzenia rumuńskiego występujący na pozycji obrońcy. Zawodnik klubu FC Ingolstadt 04.

## Kariera klubowa
Gunesch urodził się w Rumunii jako potomek Sasów siedmiogrodzkich. Jako dziecko emigrował z rodziną do Niemiec Zachodnich. W 1990 roku rozpoczął tam treningi w klubie SV Setterich. Potem jako junior grał w zespołach SV 09 Baesweiler, Germania Teveren oraz Alemannia Aachen, do której trafił w 1999 roku. W 2001 roku został włączony do jej pierwszej drużyny, grającej w 2. Bundeslidze. Zadebiutował w niej 20 maja 2001 roku w wygranym 2:1 meczu z LR Ahlen. W pierwszej drużynie Alemannii spędził rok. W sumie rozegrał w niej 2 ligowe spotkania.
W 2003 roku Gunesch odszedł do ekipy FC St. Pauli, grającej w Regionallidze Nord. Spędził w niej 3 lata. W tym czasie zagrał tam 84 ligowych meczach i zdobył w nich 3 bramki. W 2006 roku trafił do 1. FSV Mainz 05 z Bundesligi. W tych rozgrywkach zadebiutował 16 września 2006 roku w przegranym 0:2 pojedynku z Energie Cottbus. W Mainz występował przez rok.
W 2007 roku Gunesch ponownie został graczem zespołu FC St. Pauli, tym razem grającego w 2. Bundeslidze. W 2010 roku awansował z nim do Bundesligi. W 2012 roku przeszedł do FC Ingolstadt 04.

## Kariera reprezentacyjna
W latach 2002–2003 Gunesch rozegrał 8 spotkań w reprezentacji Niemiec U-20.